# Jazid
Jazid (arabsko يزيد, dob. 'povečevati, dodajati') je arabsko moško osebno ime.

## Znani nosilci
- Jazid I. (645–683), omajadski kalif
- Jazid II. (690–724), omajadski kalif
- Jazid III. (701–744), omajadski kalif